# Vương Thần Ái
Vương Thần Ái (Chữ Hán: 王神愛, 384 - 412), nguyên quán ở huyện Lâm Nghi, quận Lang Gia, là Hoàng hậu dưới thời Tấn An Đế Tư Mã Đức Tông.

## Tiểu sử
Ông nội Vương Thần Ái là Vương Hi Chi (Lang Gia Vương thị), phụ thân là Vương Hiến Chi, đều là thư pháp gia nổi tiếng. Mẫu thân là Tân An Công chúa Tư Mã Đạo Phúc, con gái của Tấn Giản Văn Đế. Bản thân Vương Thần Ái cũng rất xuất sắc về thư pháp.
Năm 396, Vương Thần Ái được lập làm Thái tử phi. Đến năm 397, Tư Mã Đức Tông lên ngôi vua, tức Tấn An Đế, bèn cho lập Vương Thần Ái làm hoàng hậu. Không có con cái.
Năm 412, Vương hoàng hậu mất tại điện Huy Âm khi mới 28 tuổi, an táng tại lăng Hưu Bình, thụy hiệu là An Hi hoàng hậu (安僖皇后).